# 太清寺
太清寺（たいせいじ）は愛知県春日井市勝川町にある臨済宗妙心寺派の寺院である。

## 歴史
昔、太清寺は醍醐山龍源寺と呼ばれていた。創建年月は不明である。この地は住古、安食荘の一部で、後の醍醐荘の地であるから真言宗であったと推測される。天正12年（1584年）4月、徳川家康は小牧・長久手の戦いに向かう途中に龍源寺内の阿弥陀堂で休憩した。さらに、家康は出発の際、阿弥陀堂を焼き払った。その後、寺は荒廃が続き、慶安4年（1651年）名古屋の宝林寺の舊岩和尚が荒廃の事を嘆き、弟子である宗悦に再建させた。さらに、寛文3年（1663年）に寺号を龍源山太清寺と改めた。阿弥陀堂は承応2年（1653年）に再建されたが、天保8年（1837年）に本堂および阿弥陀堂は台風で大破した。その後、嘉永3年（1850年）に本堂が再建され、阿弥陀堂は明治5年（1872年）に再建された。昭和55年（1980年）に国道19号の拡張工事のため、再び太清寺に建設された。

## 境内
門をくぐると、参道の左には十王堂、左手奥には本堂、奥には薬師堂がある。境内の面積は七反五畝二十歩で坪に換算すると2270坪になる。内訳は薬師堂境内が一反步、寺境内松林が六半歩、寺境内年貢地は五畝二十歩になる。

### 薬師堂

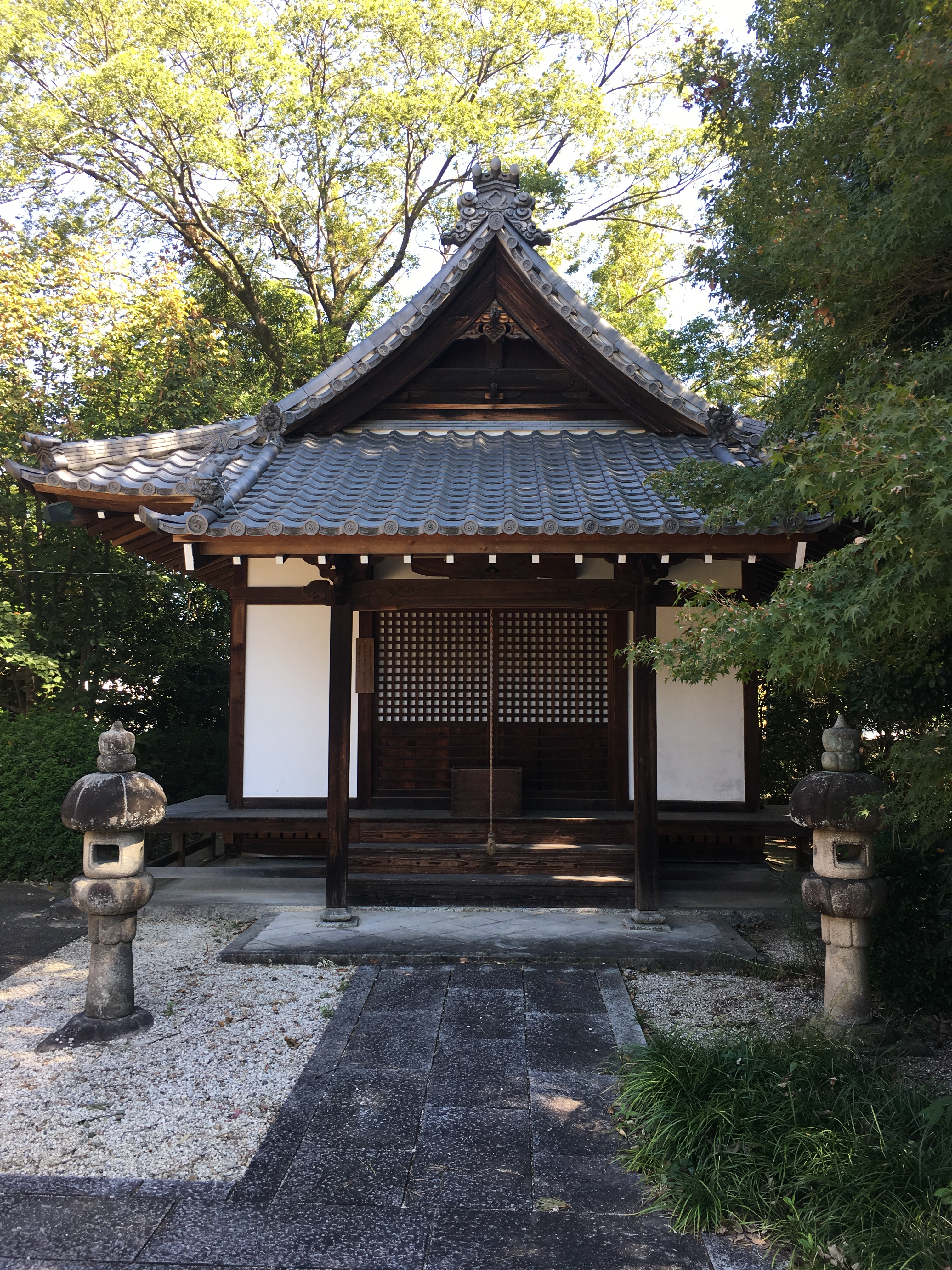
薬師堂

境内の薬師堂は、創建年月は不明。再建されたのは慶安4年（1651年）である。

### 十王堂（阿弥陀堂）

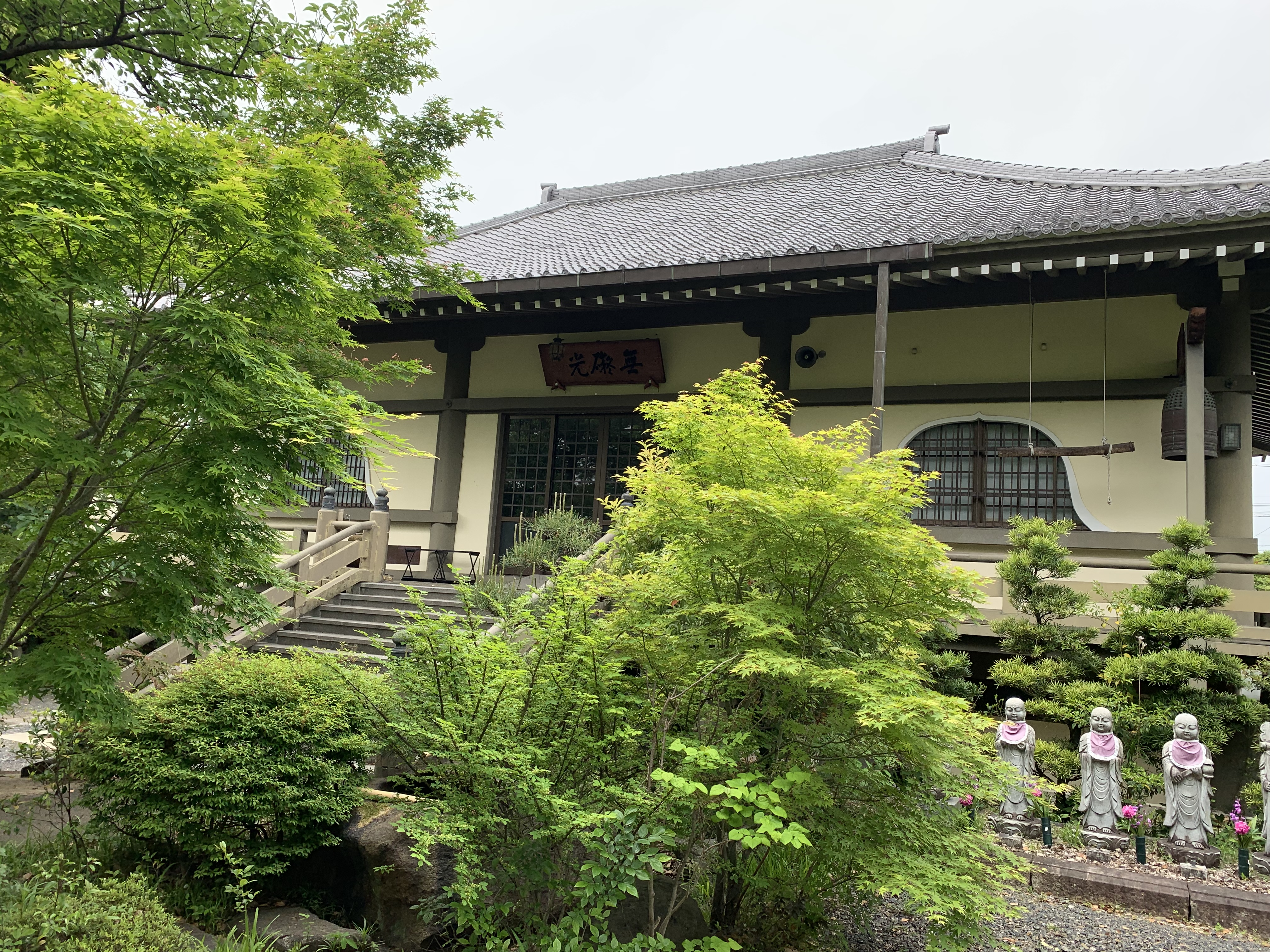
十王堂

勝川村内にある阿弥陀堂は、敷地東西二十五間、南北十六間。
阿弥陀堂の創建年月は不明。かつては龍源寺（太清寺）境内の東に位置し、八間四方の堂字であった。

### 本堂

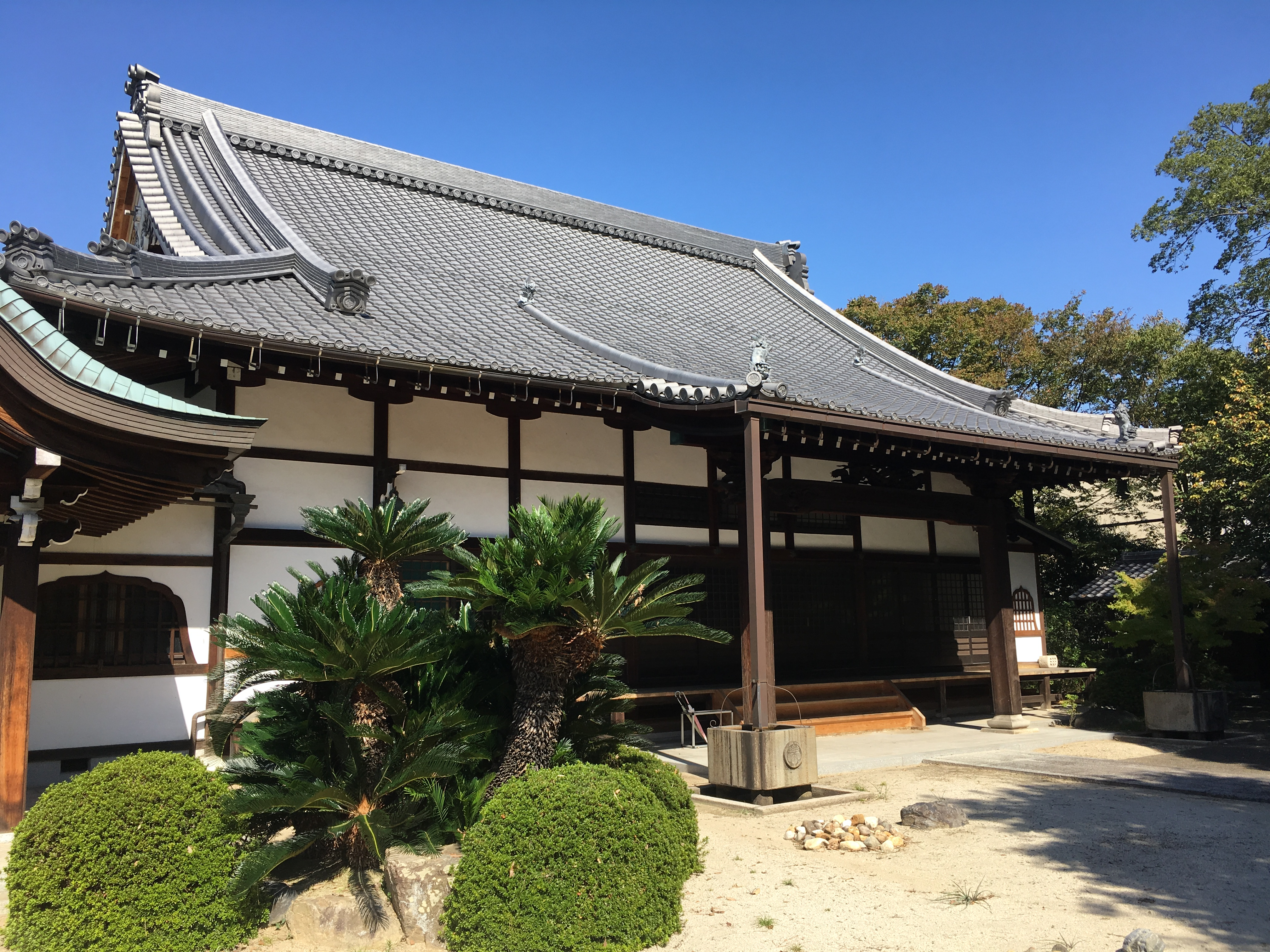
本堂

境内奥の左側にある。

### 阿弥陀如来像
阿弥陀堂の焼失した余木を使って、阿弥陀如来像を彫刻し堂字を建立安置された。

## 宝物
- 大般若経六百巻[1]
- 理趣分経一巻[1]
- 法華経八巻[1]
- 仏祖山経三巻[1]
- 臨済録一巻[1]

## エピソード
家康は庄屋長谷川甚助を呼び、この土地の名前を尋ねたところ「勝川村」と申し上げたところ、「出陣の門出に勝川とは縁起のよいことだ」と大変お喜びなった。また、甚助の妻が差し出した牡丹餅を食べようとしたが、箸が1本折れて顔を曇らせた。すると、甚助が「これはまさしく天下は一本に成るの吉兆でございます」と申し上げたところ笑顔となり、牡丹餅を召し上がられ、軍を指揮して勝川を渡り戦場に向かわれた。

## 所在地
- 〒486-0945：愛知県春日井市勝川町2丁目14-3

## 交通アクセス
- JR中央本線 勝川駅下車、徒歩で約14分。
- かすがいシティバス（はあとふるライナー）：西環状線「勝川住宅前」停留所下車、徒歩で約2分。